# Южноамериканские многоколючники
Южноамериканские многоколючники (лат. Polycentrus) — род пресноводных лучепёрых рыб. Распространены в водоёмах Южной Америки. Длина тела от 2,8 до 5,5 см. Хищники, питаются мелкими рыбами и беспозвоночными.

## Биология
Откладывают икру в расщелины. Самцы охраняют кладку до вылупления личинок. Икринки с характерным рисунком на поверхности, который состоит из узких гребней, радиально расходящихся от микропиле. У личинок на верхней части головы есть цементная железа.

## Классификация
В составе рода выделяют два вида:
- Polycentrus jundia Coutinho & Wosiacki, 2014[4]
- Polycentrus schomburgkii Müller & Troschel, 1849 — Южноамериканский многоколючник, или рыба-обрубок